# Journalisme social
Ne doit pas être confondu avec Journalisme citoyen.
Le journalisme social est un modèle de média dérivé du journalisme citoyen. Le concept introduit un nouveau type de contenu créé par des millions de particuliers dans le monde puis vérifié par des professionnels du journalisme. Le citoyen, étant déjà passé du rôle de récepteur au rôle d’émetteur, voit désormais son moyen d’expression et de création certifié par un journaliste professionnel, donnant donc une légitimité journalistique à sa perception particulière de l’actualité.
L’internaute est encouragé à construire un système médiatique totalement indépendant en retranscrivant lui-même ce qu’il voit, entend ou constate. Forbes.com, Medium, BuzzFeed, ou encore Blasting News, sont des exemples d’application de ce modèle.
Le modèle, permettant de générer des audiences de plusieurs dizaines de millions d’internautes, a été discuté comme étant une voie d’évolution possible du monde du journalisme traditionnel dont les marchés sont en déclin constant depuis plusieurs années.

## De nouvelles règles
Le 1er avril 2014 le média américain GigaOM titrait « Les plateformes de journalisme social et de publication ouverte sont la nouvelle norme – désormais il faut les faire fonctionner », article dans lequel Mathew Ingram se demandait « Comment les entités médiatiques peuvent-elles prendre avantage de ce phénomène sans se perdre en chemin ? » et proposait de passer en revue les règles du journalisme social suggérées par Ed Sussman, l’ancien dirigeant de FastCompany.com qui est l’une des premières entreprises à adopter le modèle. Ingram résume ces suggestions en incluant la labellisation des types de contribution (staff, rédacteur, lecteur) et le fonctionnement général comme le fait d’utiliser à la fois des procédés automatiques (algorithmes) et des personnes pour évaluer les critères de qualités minimum nécessaires aux publications.
Le concept a été attaqué par le critique média Michael Wolff dans USA Today et statuant de « la vanité de Forbes, et son modèle, permettant aux ‘contributeurs’ d’écrire ce qu’ils veulent au nom de l’entreprise (‘comme j’écris pour Forbes…’) et de ne pas avoir à les payer, contribue à ternir l’autorité de Forbes en tant que média. ».
Le 20 mars 2014 Ed Sussman a argumenté que le journalisme social ne dépréciait pas l’autorité des marques en tant que médias et que le succès de Forbes, capable d’attirer une large audience grâce aux contributions de plus de 1000 blogueurs, avait prouvé que le modèle pouvait être une réussite pour un média traditionnel.

## Initiateurs et acteurs actuels notoires
Très certainement la première plateforme de « journalisme social », FastCompany.com a été lancée en 2008. En six mois plus de 2 000 blogueurs et 50 000 se seraient inscrits. « FastCompany est le premier, mais certainement pas le dernier, média traditionnel à intégrer une majorité de son site en tant que plateforme sociale » écrivait en 2008 Jeremiah Owyang, analyste média.
Un autre acteur appliquant ce concept de journalisme social est Blasting News. Lancé durant l’été 2013, le média compte plus de 250 000 contributeurs pour 11 millions de lecteurs au printemps 2015. Google DNI, le fonds destiné à l’innovation de l’information digitale en Europe a alors choisi Blasting News en tant que projet d’envergure.